# Pańkowa (rejon złoczowski)
Pankowa (ukr. Панькова) – wieś na Ukrainie w rejonie złoczowskim obwodu lwowskiego.
Do 2020 w rejonie brodzkim. 